# Gerichtspraxis
Gerichtspraxis bezeichnet in Österreich ein juristisches Praktikum, das Voraussetzung für das Richteramt, den Rechtsanwalts- und Notariatsberuf ist. Umgangssprachlich wird die Gerichtspraxis häufig als Gerichtsjahr bezeichnet. Die Gerichtspraxis dauert jedoch entgegen dieser Bezeichnung derzeit nur 7 Monate.
Im Jahr 2019 absolvierten 911 Rechtspraktikanten (553 Frauen und 358 Männer) die Gerichtspraxis.
Die Gestaltung der Gerichtspraxis ist im Rechtspraktikantengesetz 1987 (RPG) geregelt. Die Gerichtspraxis soll Personen, die die vorgesehene wissenschaftliche Berufsvorbereitung für einen Beruf abgeschlossenen haben, für den die Gerichtspraxis gesetzlich als Berufs-, Ernennungs- oder Eintragungserfordernis vorgesehen ist, die Möglichkeit geben, ihre Berufsvorbildung durch eine Tätigkeit in der Gerichtsbarkeit fortzusetzen und dabei ihre Rechtskenntnisse zu erproben und zu vertiefen (§ 1 RPG).
Für Personen, die über ein abgeschlossenes österreichisches rechtswissenschaftliches Studium verfügen, besteht ein Rechtsanspruch auf Zulassung zur Gerichtspraxis in jenem Ausmaß, in dem die Gerichtspraxis gesetzlich als Berufs-, Ernennungs- oder Eintragungserfordernis vorgesehen ist; das sind seit dem 1. Juli 2011, entsprechend den juristischen Berufsordnungen (z. B. § 2 Abs. 2 Rechtsanwaltsordnung) mindestens fünf Monate. Dieses Ausbildungsverhältnis hat beim Bezirksgericht und beim Gerichtshof erster Instanz (Landesgericht) absolviert zu werden. Seit dem 1. Jänner 2008 ist es zudem möglich, bei der Staatsanwaltschaft als Rechtspraktikant tätig zu sein, wobei man bei dieser Zuteilung u. a. als Bezirksanwalt vor dem Bezirksgericht auftritt.
Rechtspraktikanten, die die Übernahme in die Richteramtsausbildung anstreben, werden als Übernahmewerber bezeichnet.
Es besteht ein Anspruch auf einen Ausbildungsbeitrag in Höhe von monatlich € 1.359,50 brutto nach § 16 und § 17 des RPG.
In Deutschland ist ein ähnlicher praktischer Ausbildungsabschnitt eines Juristen das Rechtsreferendariat.